# Six Flags Great Adventure
Six Flags Great Adventure & Safari är en nöjespark ingående i Six Flags-kedjan som är belägen i Jackson Township, New Jersey, USA.
Parken öppnades 1974. Här finns bland annat världens högsta berg- och dalbana som heter Kingda Ka. Enligt Guinness Rekordbok hade parken år 2006, fler attraktioner än någon annan nöjespark i världen.

## Åkattraktioner
Parken har några kända berg- och dalbanor:

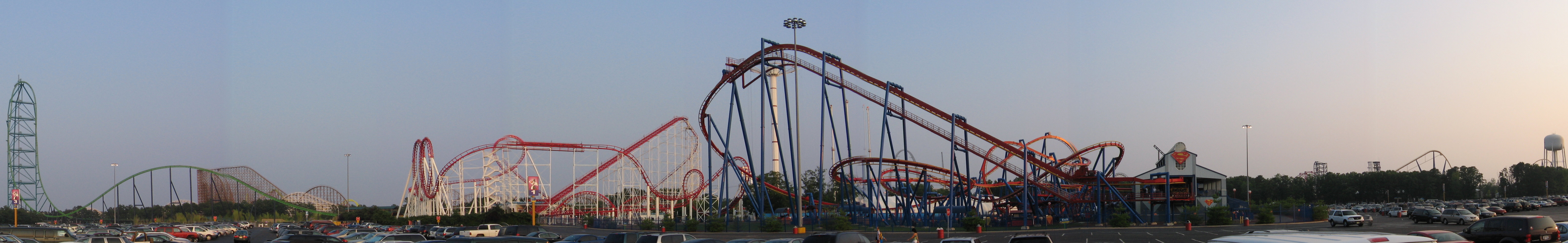
Panorama över nöjesfältet. Från vänster till höger:Kingda Ka, El Toro, Medusa, Rolling Thunder, The Great American Scream Machine, Superman:Ultimate Flight, Batman & Robin: The Chiller och Nitro.

- El Toro
- Kingda Ka
- Bizarro
- Rolling Thunder